# Seven Sudamericano Juvenil
El Seven Sudamericano Juvenil es un torneo de rugby seven organizado por Sudamérica Rugby.
Su primera temporada se disputó el 3 y 4 de noviembre de 2018, en el Estadio Municipal de La Pintana de Santiago de Chile, en categorías menores de 18 y menores de 20.

## Participantes 2018
| - Argentina - Brasil - Chile - Uruguay | - Brasil - Chile - Paraguay - Uruguay |

## Posiciones

### Categoría M18
| Edición | Año  | Campeón   | Resultado | 2º puesto | 3º puesto | Resultado | 4º puesto |
| ------- | ---- | --------- | --------- | --------- | --------- | --------- | --------- |
| I       | 2018 | Argentina | 26 - 17   | Chile     | Uruguay   | 32 - 7    | Brasil    |

### Categoría M20
| Edición | Año  | Campeón | Resultado | 2º puesto | 3º puesto | Resultado | 4º puesto |
| ------- | ---- | ------- | --------- | --------- | --------- | --------- | --------- |
| I       | 2018 | Chile   | 41 - 7    | Brasil    | Uruguay   | 32 - 0    | Paraguay  |